# Buceros hydrocorax
Buceros hydrocorax, cunoscută local drept kalaw (pronunțat ka-lau), este o specie mare de pasăre rinocer endemică în Filipine. Specia este cea mai mare pasăre rinocer din această țară. Sunt numite de localnici drept „ceasul-din-munți” datorită apelurilor sale puternice, care au loc de obicei periodic la o oră. Este întâlnită în pădurea tropicală umedă. Păsările sunt acum considerate a fi o specie amenințată, motivele pentru declinul său fiind distrugerea habitatului, vânătoarea și braconajul pentru comerțul ilegal cu animale de companie.
Este ilegal vânatul, capturarea sau posesia de aceste păsări rinocer în conformitate cu Legea Filipineză RA 9147.

## Răspândire și taxonomie
Specia este endemică în Filipine, unde apare în pădurile primare, mature secundare și perturbate de pe 11 insule.
Ciocul subspeciei tip este în întregime roșu, în timp ce ciocul subspeciilor semigaleatus și mindanensis este galben pal pe jumătatea distală.

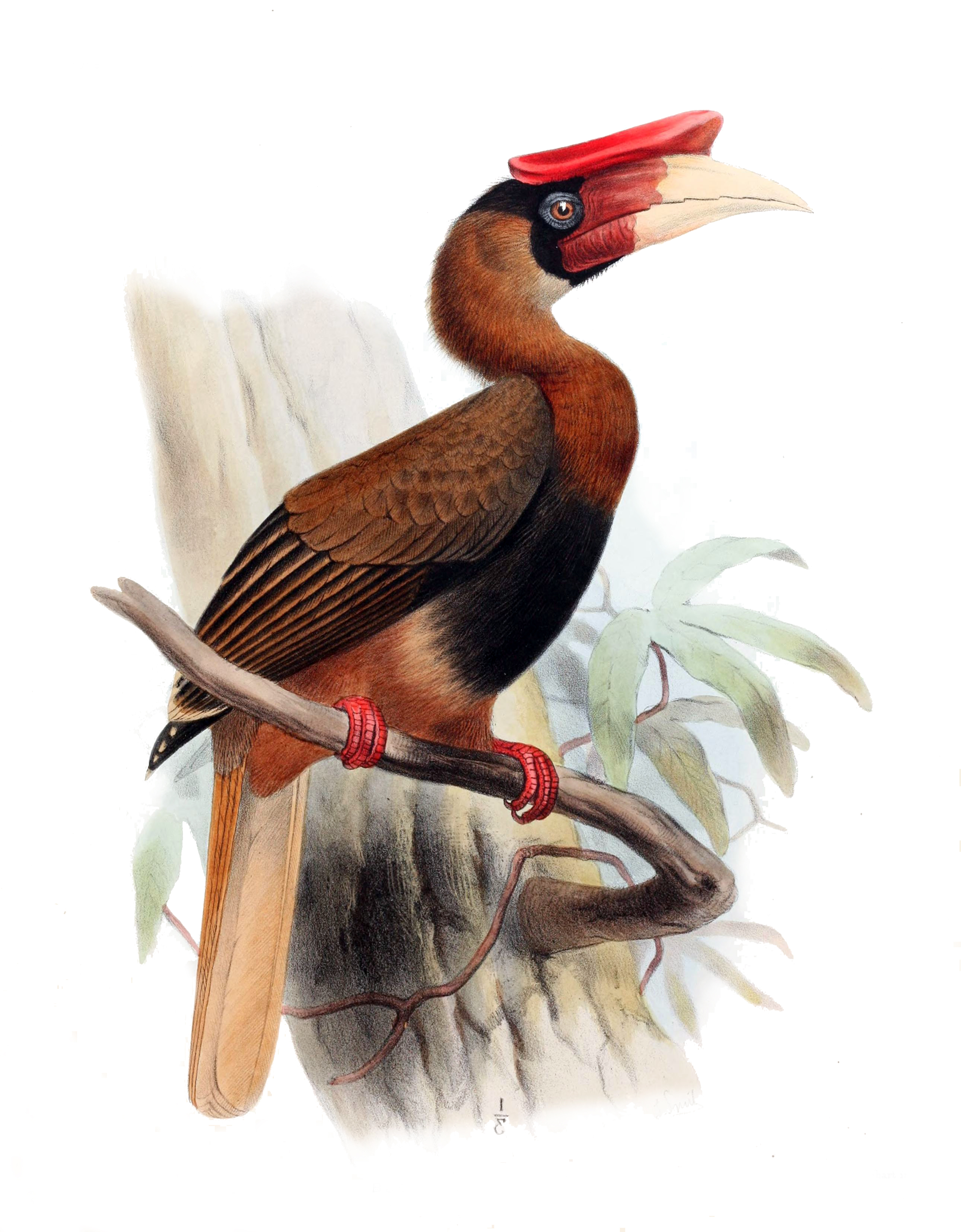
Subspecia B. h. mindanensis; ilustrație de Joseph Smit, 1881

### Subspecii
Sunt recunoscute trei subspecii:
- Buceros hydrocorax hydrocorax: Luzon și Marinduque⁠(d), mai mare, cu cioc roșu, creastă mare, acum dispărut pe Marinduque⁠(d)
- Buceros hydrocorax semigaelatus: Samar, Leyte, Bohol, Panaon⁠(d), Biliran, Calicoan⁠(d) și Buad⁠(d). Cioc galben pe jumătatea distală, capul mai plat, creasta este mai mică și fuzionează cu maxila
- Buceros hydrocorax mindanensis: Dinagat⁠(d), Siargao, Mindanao (plus Balut, Bucas și Talicud) și Basilan. Cioc galben pe jumătatea distală, creastă mare[8]

HBW and BirdLife International Illustrated Checklist of the Birds of the World a clasificat taxonul în două specii, una (de nord) constând în subspecia tip și una (de sud) constând în subspeciile semigaelatus și mindanensis.

## Comportament
Este uneori numită „ceasul munților” din cauza apelurilor sale periodice la prânz. S-a observat că acvila maimuțelor vânează această specie de pasăre rinocer.

### Reproducere
Ca și în cazul altor păsări rinocer, femelele se sigilează în cavitatea cuibului, unde depun ouăle și rămân să crească puii pentru cea mai mare parte sau chiar pentru toată perioada de cuibărit. La unele specii, masculul ajută la procesul de etanșare din afara cavității cuibului. Puii și femela sunt hrăniți de mascul printr-o fantă verticală îngustă în deschiderea cuibului sigilat, uneori asistat de alți masculi care nu au perechei. Perioada de cuibărit durează în medie 4–6 luni. Pe toată această durată, masculul este cel care hrănește femela și puii. Păsările sunt în principal monogame și se reproduc an de an.
Specia se hrănește cu fructe, semințe, insecte și animale mici.

## Habitat și stare de conservare
Această specie apare în mare parte în pădurile perene primare de dipterocarp, dar folosește și păduri secundare. Indivizii din nord au fost observați până la 760 de metri altitudine în Luzon, în timp ce cei din sud au fost observați până la 2.100 de metri deasupra nivelului mării pe Muntele Apo.
Această specie a fost clasificată drept vulnerabilă. Se crede că indivizii din nord sunt mai amenințați, deoarece pe Lista națională a faunei terestre amenințate din Filipine este clasificată drept pe cale de dispariție, în timp ce specia sau subspecia sudică este menționată ca vulnerabilă.
Această specie este supusă unei presiuni substanțiale de vânătoare și de pierderea pe scară largă a habitatului ca urmare a exploatării forestiere și a transformării în terenuri agricole. Continuarea vânătorii de subzistență și tăierea pădurilor de dipterocarp rămase pentru agricultură sunt considerate a fi în continuare factori care duc la scăderea numărului populației, iar arealul este acum foarte fragmentat și probabil suferă de o lipsă acută de arbori adecvați pentru cuibărit, cel puțin în anumite părți ale arealului. Vânătorii urcă până la cuiburile din copaci pentru a captura femela și puii pentru comerțul ilegal cu animale sălbatice. Vânătoarea pentru sport și mâncare a fost înregistrată în tot arealul. În 2014, fiul viceprimarului din Adams, Ilocos Norte a fost fotografiat cărând un individ tânăr decedat pe care tocmai îl împușcase. Această specie a dispărut local în Cavite⁠(d) în Muntele Palay-palay datorită vânătorii și construcției de drumuri și a tunelului Kaybiang.